# Broadway Stores
Broadway Stores, Inc. was een Amerikaanse retailer gevestigd in Zuid-Californië  In de loop der tijd stond het bedrijf bekend als Carter Hawley Hale Stores en Broadway Hale Stores. In de jaren 1970 en 1980 nam het andere winkelketens over in regio's buiten de thuisbasis in Californië en werd het in bepaalde detailhandelssectoren een regionale en nationale retailer. Het bedrijf overleefde tot augustus 1995, ondanks overnamepogingen in 1984 en 1986 en een aanvraag tot uitstel van betaling in 1991, door het grootste deel van zijn activa te verkopen. In 1995 weigerden de banken het bedrijf voldoende extra krediet te verstrekken om leveranciers te kunnen betalen. Op dat moment verkocht het bedrijf zichzelf voor $ 1,6 miljard aan Federated Department Stores. Deze overname werd afgerond op 12 oktober 1995.

## Geschiedenis

### Vroege geschiedenis
In 1950, toen de bevolking van Los Angeles snel begon te groeien en dominantie binnen de staat verwierf, onderhandelde het snelgroeiende The Broadway Department Stores (opgericht in 1896) dat daar gevestigd was over een fusie met Hale Bros. Stores, Inc. Edward W. Carter, voorzitter van The Broadway, werd de president van Broadway-Hale Stores .
Het nieuwe bedrijf begon snel te groeien en breidde zijn Broadway-winkels in 1961 uit naar het zuiden, naar San Diego, en in 1968 naar het oosten, naar Phoenix, Arizona . In 1968 werd ook een postorderbedrijf genaamd Sunset House overgenomen. In 1970 nam het bedrijf Emporium-Capwell Co. over, de houdstermaatschappij voor Emporium in San Francisco (en voorsteden) en Capwell's (H.C. Capwell Co.) in Oakland (en voorsteden) en behield hun respectievelijke namen voor de winkels in de San Francisco Bay Area.
Ook in 1969 nam Broadway-Hale het toenmalige warenhuis Neiman Marcus over, dat toen uit drie vestigingen bestond en gevestigd was in Dallas, Texas, en de boekhandel Walden Book Co. (beter bekend als Waldenbooks) en begon deze bedrijven actief, landelijk, uit te breiden. 

### Jaren 1970-1980

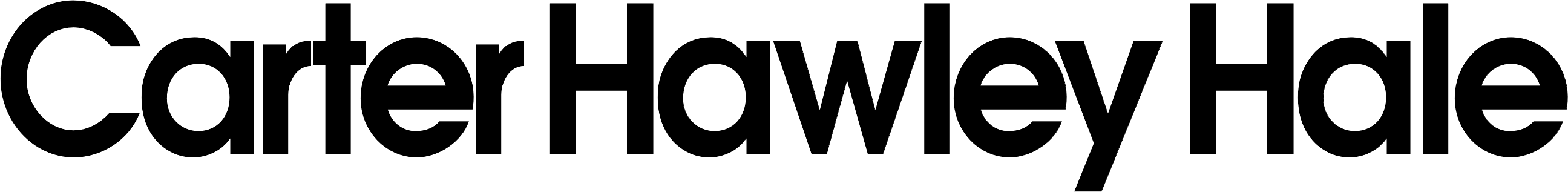
Carter Hawley Hale-logo (ca. 1974)

In 1972 trad Prentis Hale af als voorzitter en nam Edward Carter het voorzitterschap over en werd Philip M. Hawley (die in 1958 begon als inkoper van sportkleding voor dames) president van het bedrijf. In 1974 verklaarde CHH in een persbericht dat het moederbedrijf de naam Carter Hawley Hale Stores, Inc. zou aannemen. De nieuwe naam was een ware tongbreker en beursanalisten noemden het soms 'Ego, Inc.'. The Wall Street Journal meldde in 1984 dat sommige critici Carter en Hawley ervan beschuldigden dat ze op een "egotrip" zaten.  In 1977 ging Carter met pensioen. Hawley werd benoemd tot CEO. 
Het bedrijf bleef een actieve overnamekandidaat, en nam in 1972 Bergdorf Goodman in New York over en Holt Renfrew uit Montreal, Canada. Na een mislukte vijandige overnamepoging van Marshall Field's in 1977, nam het bedrijf in april 1978 het eerbiedwaardige maar verwaarloosde John Wanamaker's uit Philadelphia over voor $ 60 miljoen. Dat werd gevolgd door een aandelenruil voor Thalhimers uit Richmond, Virginia in augustus 1978. Contempo Casuals werd in mei 1979 overgenomen.  Emporium en Capwell's werden in 1980 samengevoegd tot een verenigde vestiging in de San Francisco Bay Area als Emporium-Capwell, Weinstock's verhuisde naar Utah en Reno, Nevada. De Broadway-winkels werden opgesplitst in afzonderlijke divisies in Los Angeles en Phoenix toen de keten zich uitbreidde naar Colorado, New Mexico en Nevada. De omzet steeg, maar de winst niet. Het gezegde op Wall Street was: "God gaf ze Zuid-Californië, en ze verpestten het", wat The Wall Street Journal had toegeschreven aan Monroe H. Greenstein, een retailanalist bij Bear Stearns.
In 1980 besloot CHH zich te ontdoen van divisies die zich richtten op markten met een lagere economische conjunctuur. De eerste die verdween was de postorderafdeling van Sunset House, die ook winkels met nieuwigheden in winkelcentra exploiteerde. CHH vond een koper die alleen de postorderafdeling wilde en de winkels in het winkelcentrum werden in 1981 gesloten. 
Geconfronteerd met aanhoudende slechte resultaten en twee vijandige overnamepogingen door The Limited in 1984  en 1986, reageerde het bedrijf, nog steeds geleid door Phillip M. Hawley, door eerst Waldenbooks in 1984 aan Kmart te verkopen, Holt Renfrew in april 1986 aan de familie Weston, Wanamaker's in januari 1987 aan A. Alfred Taubman 's Woodward & Lothrop en vervolgens de gewilde speciaalzaak af te splitsen als Neiman-Marcus Group, Inc. (waaronder de winkels Neiman-Marcus, Bergdorf Goodman en Contempo Casuals). Het bedrijf dat Carter Hawley Hale had gered van de overnamepogingen van The Limited, theatereigenaar/frisdrankbottelaar/investeringsmaatschappij General Cinema (later omgedoopt tot Harcourt General), nam in 1986 als beloning het meerderheidsbelang in de Neiman-Marcus Group over. Thalhimer's werd in december 1990 verkocht aan May Department Stores. 

### De jaren 1990 en het einde
Na zijn hoogtepunt in 1984 als zesde grootste warenhuisketen in de Verenigde Staten, ging CHH in 1991 failliet. Naast de financiële problemen om de vijandige overnames in de jaren 1980 te overleven, was het belangrijkste warenhuisbedrijf in Californië ook in verval geraakt door de toenemende concurrentie van Nordstrom.
In 1992, na anderhalf jaar van faillissementsonderhandelingen, voltooiden financier Sam Zell en zijn Zell/Chilmark Fund de reorganisatie van het onlangs omgedoopte Broadway Stores, Inc., waarbij ze een belang van 75 procent namen. Het bedrijf kwam uiteindelijk in oktober 1992 uit het faillissement en Hawley kondigde prompt zijn pensionering aan. Begin 1993 werden de drie Weinstock-winkels in Utah gesloten en werden de huurovereenkomsten voor de winkels verkocht aan Mervyns, Dillard's en ZCMI.
Na de overname door Zell werd Hawley als CEO vervangen door David Dworkin. Dworkin probeerde de uitgaande geldstroom van het bedrijf te vertragen door winkels te renoveren en de bedrijfsvoering te stroomlijnen. In juni 1994 stemden de aandeelhouders van Carter Hawley Hale Stores, Inc. ervoor om de naam van het bedrijf te veranderen in Broadway Stores, Inc. om een verandering in het kwakkelende bedrijf te symboliseren, maar het was te laat om nog een verschil te maken.
De laatste klap kwam op 8 augustus 1995, toen de geldschieters van het bedrijf aankondigden dat ze het bedrijf geen extra geld zouden verstrekken - dat nodig was om leveranciers te betalen voor nieuwe en bestaande voorraad.  Een week later maakte het bedrijf de verkoop aan Federated Department Stores bekend, wat feitelijk het begin van het einde betekende voor de overgebleven merknamen waaronder de winkels actief waren. 
Het nieuwe, gestroomlijnde bedrijf was echter geen lang leven beschoren. In augustus 1995 stemde Federated Department Stores in met de overname van Broadway Stores. De overname werd op 12 oktober afgerond. De keten werd in 1996 ontbonden toen Federated de voormalige winkels van Broadway, Emporium en Weinstock samenvoegde, samen met zijn eigen ketens Macy's California en Bullock's (overgenomen in 1994), om samen Macy's West te vormen. Verschillende dubbele vestigingen werden verkocht aan Sears of gesloten, terwijl Federated ook het onroerend goed van vijf winkels (Emporium-Capwell in het Stanford Shopping Center, Broadway Sherman Oaks Fashion Square, Broadway Century City Shopping Center in Los Angeles, Broadway Beverly Center in Los Angeles en Broadway Fashion Island in Newport Beach) gebruikte om zijn Bloomingdale's-keten uiteindelijk naar de westkust te brengen. 
Op 28 september 2006 werd de vlaggenschipwinkel van Emporium-Capwell aan Market Street herontwikkeld om een vestiging van Bloomingdale's te huisvesten, evenals een uitbreiding van het aangrenzende winkelcentrum Westfield San Francisco Centre. Bovendien werden de voormalige CHH Corporate Offices in het voormalige Superior Oil Company Building op 550 South Flower Street in Los Angeles, direct naast The California Club (waarvan Carter en Hawley lid waren), omgebouwd tot een driesterrenboetiekhotel genaamd "The Standard".

## Divisies

### Broadway
De Broadway-divisie was de grootste warenhuisdivisie binnen het bedrijf. De oorsprong van de divisie ligt in het Broadway Department Store, dat in 1896 in Los Angeles werd opgericht door Arthur Letts sr. In 1992 breidde de divisie zich uit naar heel Zuid-Californië en begon ook buiten Californië te opereren. In 1979 werd de divisie opgesplitst in het in Phoenix gevestigde Broadway Southwest om de winkels buiten de staat te bedienen en het in Los Angeles gevestigde Broadway Southern California om de winkels binnen Californië te bedienen. De twee afzonderlijke divisies werden in 1992 samengevoegd nadat veel winkels buiten Californië waren gesloten. Toen het moederbedrijf werd overgenomen door Federated, telde Broadway 52 winkels.

### Hale's

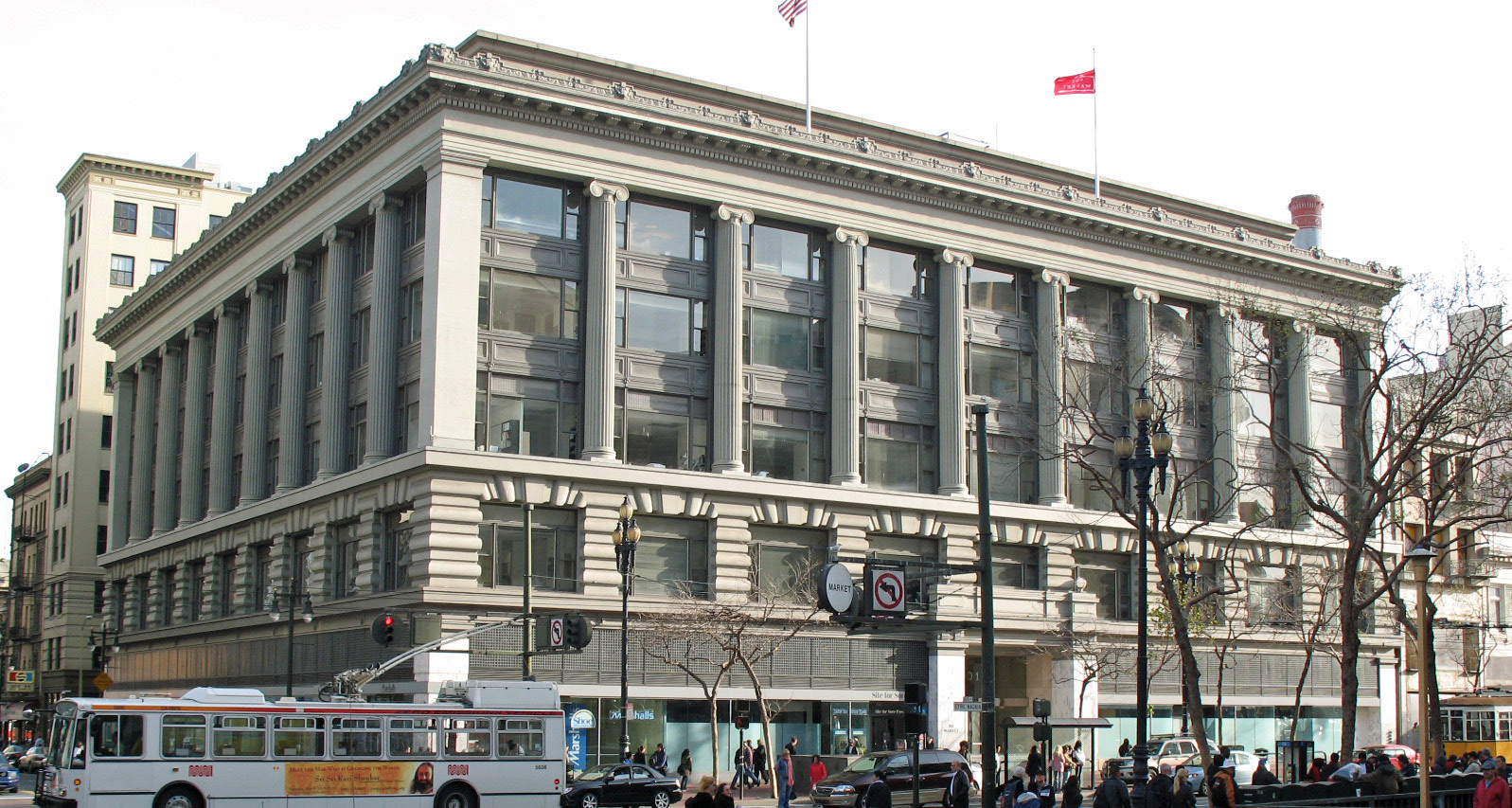
Voormalige Hale's-winkel in San Francisco op 5th en Market in 2008

De oorsprong van de keten ligt in de winkel The Criterion, die in 1880 in Sacramento werd opgericht door de broers Prentis Cobb Hale I en Marshal Hale. Later datzelfde jaar werd de winkelnaam gewijzigd in Hale's. In 1936 werkte telg Prentis Cobb Hale als magazijnbediende in de familiewinkel, nadat hij was afgestudeerd aan de Stanford-universiteit. Het bedrijf breidde zich uit naar heel Noord-Californië en opende in 1902 een vestiging op Market Street 989 in San Francisco (in 1912 vervangen door een vestiging op Market Street 901). In 1949 had het bedrijf zijn in Sacramento gevestigde rivaal Weinstock, Lubin & Co. overgenomen. Weinstock bleef een apart merk. Paradoxaal genoeg werd het merk Hale later overgenomen door Weinstock in Noord-Californië.

### Emporium-Capwell
Emporium-Capwell werd in 1927 gecreëerd door de fusie van het in San Francisco gevestigde Emporium Company en het in Oakland gevestigde H.C. Capwell Company. Dit bedrijf hield de twee merken gescheiden en had respectievelijk veel Emporium- en Capwell-winkels geopend in de San Francisco Bay Area voordat het in 1970 werd overgenomen door Broadway-Hale. Onder Carter Hawley Hale waren er 12 Emporiums en zes Capwell-winkels toen de twee merken in 1980 werden samengevoegd tot het merk Emporium-Capwell. Toen het moederbedrijf werd overgenomen door Federated, waren er nog 22 Emporium-Capwell-winkels over.

### Weinstocks
Weinstock's had zijn oorsprong in het in Sacramento gevestigde Weinstock, Lubin & Co. Er waren nog 8 Weinstock's-winkels over toen het moederbedrijf door Federated werd overgenomen.

## ERISA-zaak
Carter Hawley Hale is ook bekend als een beroemde zaak als het gaat om pensioenplannen. Omdat het bedrijf zijn werknemers een winstdelingsplan aanbood en geen pensioenfonds, op grond van de pensioenwet van de Federal Employee Retirement Income Security Act (ERISA), was de beheerder niet verplicht het fonds te diversifiëren. Door de niet-diversificatie en de voortdurende aankoop van Carter Hawley Hale-aandelen kampte het werknemersfonds al snel met een enorm waardeverlies. Het lage moreel van de werknemers droeg bij aan de problemen. 

## Adverteren
De slogans die in de jaren zeventig, tot aan de definitieve sluiting van The Broadway, veelvuldig werden gebruikt in de gedrukte media en op televisie en radio, waren: "It's at the Broadway" (alleen op radio en televisie) en "The Broadway is Southern California" (alle media). Een mannelijke bariton-stemacteur verzorgde de verbale slogan.